# Émilie Mondor
Émilie Mondor (Montreal, 29 april 1981 – Ottawa, 9 september 2006) was een Canadees atlete, die gespecialiseerd was in de middellange afstand.

## Biografie
Mondor studeerde aan de McGill-universiteit en daarna aan de Simon Fraser-universiteit in Burnaby. Mondor begon met hardlopen toen ze 14 jaar oud was. Ze werd getraind door Mike Lonergan. Haar carrière begon in 1997 met het winnen van de Canadese titel. Door deze overwinning was ze gekwalificeerd voor het WK veldlopen in 1998 waar ze een tiende plaats behaalde.
In 2001 behaalde ze een tweede plaats op het Canadees kampioenschap veldlopen en in 2002 won ze de Canadese titel op de 1500 m.
Ze finishte twaalfde op de 5000 m op het IAAF wereldkampioenschap in 2003, 13e op het IAAF wereldkampioenschap veldlopen. Dit jaar brak ze ook het Canadees record op de 5000 m, door als eerste Canadese deze afstand binnen de 15 minuten te lopen. Een jaar later werd ze 17e overall op de 5000 m op de Olympische Spelen van 2004 in Athene.
Door een zeldzame ziekte die de sterkte van haar botten aantastte kon ze in 2005 en 2006 niet aan wedstrijden meedoen. Nadat ze genezen was door middel van medicijnen behaalde ze op de 10 km van Toronto een tweede plaats op 7 mei 2006.
Ze stierf door een auto-ongeluk op Ontario Highway 417 vlak bij Hawkesbury in Ontario.

## Titels
- Canadees kampioene 1500 m - 2002
- Canadees kampioene 3000 m - 2003, 2004
- Canadees kampioene veldlopen - 2002, 2003
- Noord-Amerikaans kampioene 5 km - 2003, 2004, 2005

## Persoonlijke records
| Onderdeel | Prestatie | Datum            | Plaats  |
| --------- | --------- | ---------------- | ------- |
| 1500 m    | 4.10,86   | 1 juli 2004      | Burnaby |
| 3000 m    | 8.44,53   | 15 augustus 2003 | Zürich  |
| 5000 m    | 14.59,68  | 26 augustus 2003 | Parijs  |
| 10 km     | 32.27     | 27 mei 2006      | Ottawa  |